# Ataulfo Alves
Ataulfo Alves de Sousa (Miraí, 2 de maio de 1909 — Rio de Janeiro, 20 de abril de 1969) foi um compositor e cantor de samba brasileiro, um dos sete filhos de um violeiro, acordeonista e repentista da Zona da Mata Mineira chamado "Capitão" Severino.

## Biografia
Aos oito anos de idade, já escrevia versos. Foi leiteiro, condutor de bois, carregador de malas, menino de recados, engraxate, marceneiro e lavrador, ao mesmo tempo em que frequentava a escola. Aos dez anos, perdeu o pai. Logo após, sua mãe, juntamente com os filhos, passou a morar no centro de Miraí.
Aos dezoito anos, fixou residência no Rio de Janeiro, acompanhando um médico para quem trabalhava dia e noite como ajudante de farmácia. Aos dezenove anos, tocava violão, cavaquinho e bandolim. Casou-se com Judite e o casal teve cinco filhos.
Aos vinte anos, começou a compor e tornou-se diretor de harmonia de Fale Quem Quiser, bloco organizado pelo pessoal do bairro.
Em 1933, Almirante gravou o samba Sexta-feira, sua primeira composição a ser lançada em disco. Dias depois, Carmen Miranda gravou Tempo Perdido, garantindo sua entrada no mundo artístico. Em 1958, apareceu no filme Meus Amores no Rio.
Sua musicografia ultrapassa 320 canções, sendo uma das maiores da música popular brasileira. Intérpretes importantes, como Clara Nunes e os grupos Quarteto em Cy e MPB-4, fizeram versões de suas músicas.
Faleceu em decorrência do agravamento de uma úlcera, após uma intervenção cirúrgica, no Rio de Janeiro, poucos dias antes de completar 60 anos de idade. Foi sepultado no Cemitério do Catumbi, zona norte da capital fluminense.
Por ocasião do centenário de seu nascimento, na cidade de Miraí, no ano de 2009, a municipalidade promoveu a construção de um Mausoléu para abrigar seus restos mortais e de seus familiares até então falecidos. A edificação está localizada no cemitério São Francisco de Assis. Também, na cidade existe um acervo memorial do compositor. Inaugurado em 2005. A exposição permanente possui objetos que pertenceram a Ataulfo e imagens de sua vida, ao lado de personalidades da cultura nacional e internacional e da política nacional. 
No ano de 2017, com a criação da Academia Miraiense de Letras, o cantor e compositor Ataulfo Alves recebeu homenagem póstuma, sendo proclamado Patrono Perpétuo da cadeira de nº 02, em alusão à data de seu nascimento no dia 02 de maio. 

## Maiores sucessos

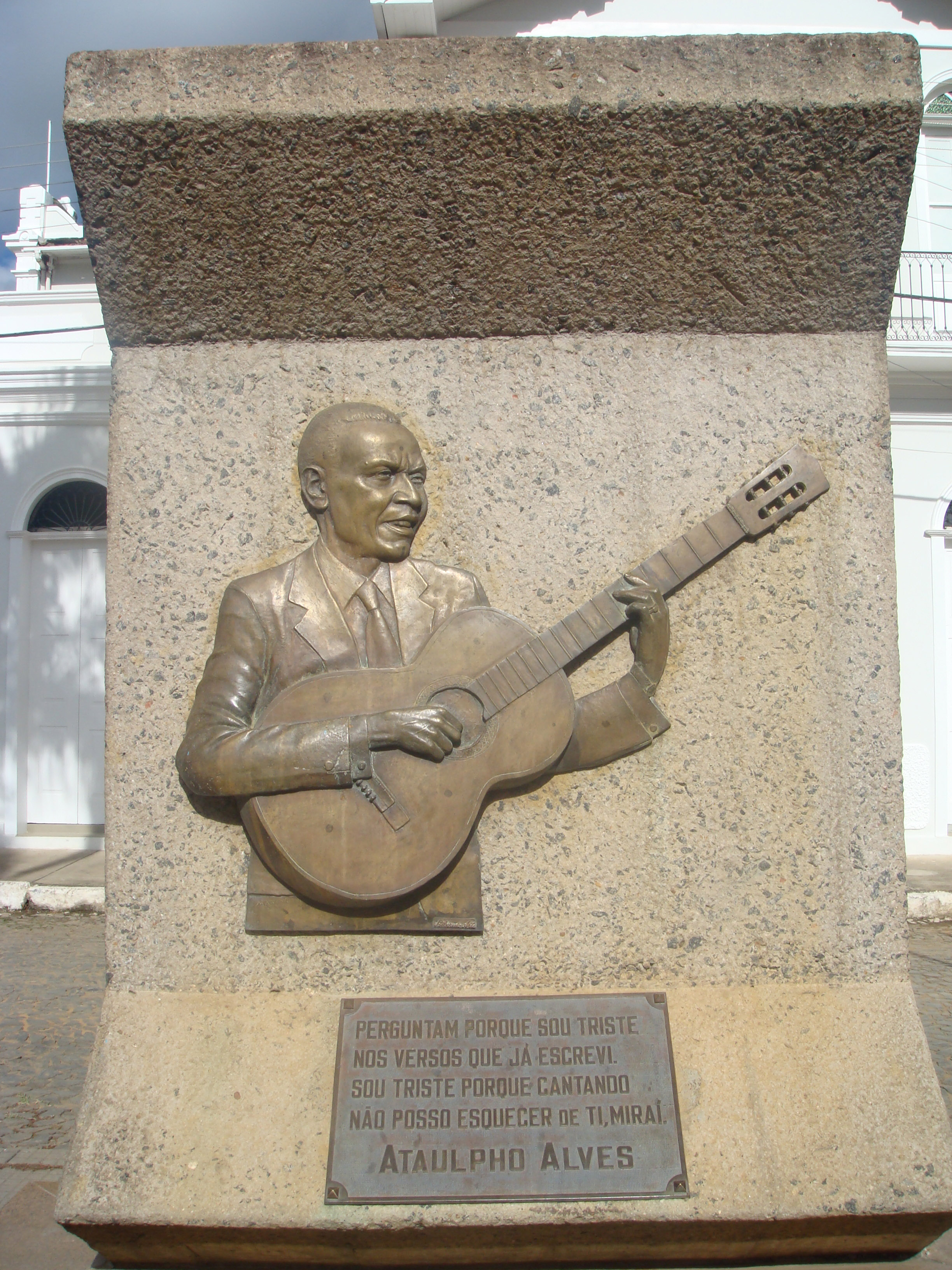
Monumento em homenagem ao cantor, na terra natal

- Ai! que saudade da Amélia (com Mário Lago);
- Atire a primeira pedra (com Mário Lago);
- Bom crioulo;
- Errei, erramos (com Arthur Vargas Junior);
- Errei, sim;
- Faz como eu;
- Gente bem também samba;
- Jubileu;
- Laranja madura;
- Leva meu samba;
- Meus tempos de criança;
- Marcha pró-oriente;
- Mulata assanhada;
- Na cadência do samba (com Paulo Gesta);
- Nem que chova canivete;
- O bonde de São Januário  (com Wilson Batista);
- O homem e o cão (com Arthur Vargas Junior);
- Oh! Seu Oscar (com Wilson Batista);
- Pois é;
- Requebro da mulata;
- Sei que é covardia (com Claudionor Cruz);
- Vai, mas vai mesmo;
- Vida da minha vida;
- Vassalo do samba.

## Discografia
Álbuns de vinil

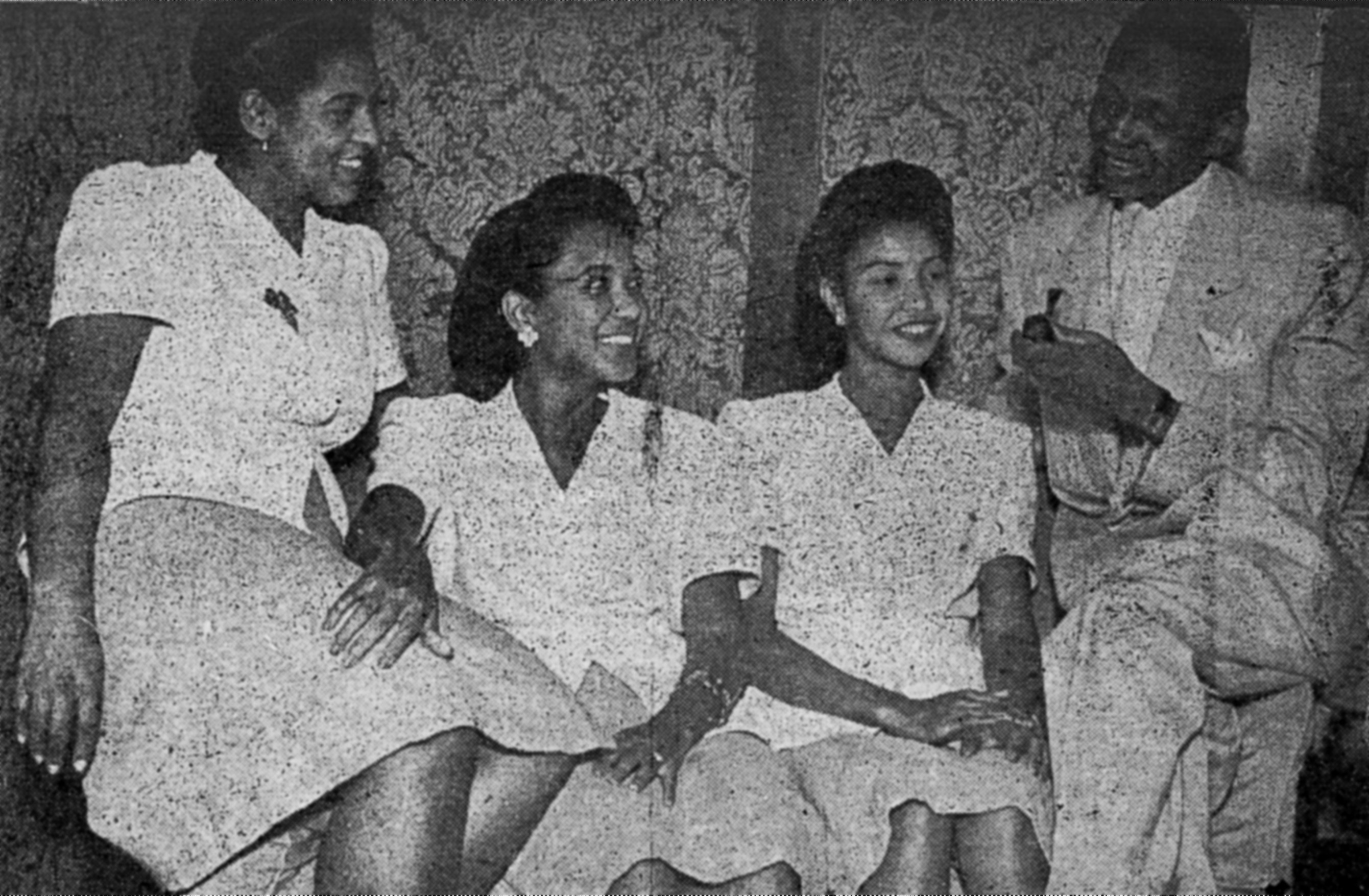
Ataulfo Alves e Suas Pastoras, 1945

- 1959 — Ataulfo Alves e Suas Pastoras;
- 1962 — Meu Samba... Minha Vida (Ataulfo Alves com Orquestra);
- 1966 — Eternamente Samba;
- 1968 — Ataulfo Alves e Seus Sucessos;
- 1968 — Ataulfo Alves e Muito Samba;
- 1970 — Ataulfo Alves;
- 1977 — Nova História da MPB — Ataulfo Alves.